# Jaime Salomón
Jaime Oswaldo Salomón Salomón (Lima, 17 de noviembre de 1963) es un ingeniero industrial, administrador de empresas y político peruano. Fue Viceministro de Desarrollo e Infraestructura Agraria durante el gobierno de Pedro Pablo Kuczynski (2017-2018).

## Biografía
Nació en Lima, el 17 de noviembre de 1963. Durante su juventud, Salomón estudió la carrera de Ingeniería Industrial en la Universidad de Lima y obtuvo un doctorado en Administración estratégica de empresas en la Universidad Católica.

## Vida política
Su carrera política se inicia en las elecciones generales del 2016, donde Salomón postuló al Parlamento Andino por Peruanos Por el Kambio. Sin embargo, solo resultó elegido como suplente tras solo obtener 137,782 votos.

### Viceministro de Desarrollo en Infraestructura Agraria (2017-2018)
El 23 de mayo del 2017, fue designado como Viceministro de Desarrollo e Infraestructura Agraria y Riego durante el gobierno de Pedro Pablo Kuczynski. Permaneció en el cargo hasta febrero del 2018.

### Candidato a la 2.ª Vicepresidencia en 2021
Para las elecciones generales del 2021, Salomón fue anunciado como candidato a la 2.ª Vicepresidencia de la República en la plancha presidencial de Hernando de Soto por Avanza País. Sin embargo, la candidatura no tuvo éxito en dichas elecciones.